# Ali Hassan al-Majid
Ali Hassan al-Majid, även känd som "Kemiske Ali", född 30 november 1941 i Tikrit, död 25 januari 2010 i Bagdad (avrättad genom hängning), var en irakisk politiker och militär, kusin till Saddam Hussein och högt uppsatt inom ledningen i Irak fram till Irakkriget 2003. Han var ansvarig för invasionen av Kuwait 1990 och var även guvernör i Kuwait i några månader fram till nederlaget 1991.

## Gärningar
Al-Majid var mest känd för sin roll i folkmordet på kurder 1987–1988. Under denna period ledde han "Anfal"-kampanjen, som resulterade i mer än hundra tusen försvunna och mördade civila. Det han var mest ökänd för var förmodligen gasattacken i Halabja 1988 under kriget mot Iran, då 5 000 kurder mördades. För detta dåd fick han senare öknamnet "Kemiske Ali" av de amerikanska invasionsstyrkorna under Irakkriget. I den kortlek som delades ut bland amerikanska soldater, där den irakiska regimens huvudmän avbildades, var al-Majid spader kung.
Han rapporterades ha omkommit i en amerikansk bombräd den 7 mars 2003, men det visade sig inkorrekt då han den 21 augusti 2003 tillfångatogs levande av amerikanska trupper i Irak.

## Dödsdomar och avrättning
Den 24 juni 2007 dömdes al-Majid för första gången till döden genom hängning för sin roll i de militära insatserna mot kurderna på 1980-talet. Den 4 september 2007 fastslogs dödsdomen mot honom. I enlighet med irakisk lag skall dödsdomar verkställas inom 30 dagar, i al-Majids fall senast den 4 oktober 2007, men så skedde aldrig. Avrättningen sköts upp av juridiska och administrativa orsaker. Ett nytt sista datum för avrättning meddelades: den 16 oktober 2007, efter den islamiska högtiden Ramadans avslutning men inte heller då verkställdes domen.
Den 28 februari 2008 fastställdes dödsdomen mot honom, för andra gången. Sista datum för avrättningen var således 28 mars men verkställandet av dödsstraffet sköts av okänd anledning upp ytterligare.
Al-Majid dömdes den 2 december 2008 till ytterligare ett dödsstraff för de krigsförbrytelser han gjort sig skyldig till under det shiamuslimska upproret 1991.
Al-Majid avrättades den 25 januari 2010.